# Episodi de Il mio amico Ultraman (seconda stagione)
| n° | Titolo originale          | Titolo italiano        | Prima TV USA - Canada | Prima TV Italia |
| -- | ------------------------- | ---------------------- | --------------------- | --------------- |
| 1  | Out of control            | Corsa ciclistica       | 02.10.1989            |                 |
| 2  | Not so fast               | L'amico ritrovato      | 09.10.1989            |                 |
| 3  | Nowhere to hide           | In due sotto la doccia | 16.10.1989            |                 |
| 4  | Photon blues              | La super forza         | 23.10.1989            |                 |
| 5  | Heading for trouble       | Grazie, non bevo       | 30.10.1989            |                 |
| 6  | Long shot                 | La foto dell'anno      | 06.11.1989            |                 |
| 7  | Along for the ride        | Guida pericolosa       | 13.11.1989            |                 |
| 8  | Collision Course          | Rotta di collisione    | 20.11.1989            |                 |
| 9  | Troubled waters           | Acque agitate          | 27.11.1989            |                 |
| 10 | Don't look down           | Non guardare giù       | 04.12.1989            |                 |
| 11 | Caught in the middle      | Tra due fuochi         | 11.12.1989            |                 |
| 12 | Secrets for sale          | Madre in carriera      | 22.01.1990            |                 |
| 13 | Running home              | La fuga                | 29.01.1990            |                 |
| 14 | Missing                   | Rapimento              | 05.02.1990            |                 |
| 15 | Stolen Melodies           | Canzoni rubate         | 12.02.1990            |                 |
| 16 | Toe to toe                | Serata di beneficenza  | 19.02.1990            |                 |
| 17 | Reluctant hero            | Un timido eroe         | 26.02.1990            |                 |
| 18 | Split decision            | Doppia adozione        | 23.04.1990            |                 |
| 19 | Misfire                   | Una gita in montagna   | 30.04.1990            |                 |
| 20 | White lies                | Piccoli intrighi       | 07.05.1990            |                 |
| 21 | Off the record            | Il record              | 14.05.1990            |                 |
| 22 | Best friends              | Amici per la pelle     | 21.05.1990            |                 |
| 23 | More than meets the eye   | Viaggio planetario     | 28.05.1990            |                 |
| 24 | Seems like only yesterday | Ricordi                | 04.06.1990            |                 |